# Récepteur des glucocorticoïdes
Le récepteur des glucocorticoïdes (GR) est une protéine de la superfamille des récepteurs nucléaires, famille des récepteurs des stéroïdes, liant naturellement le cortisol, qui est la principale hormone glucocorticoïde dans l'organisme. 

## Structure
Les exons codent une protéine chez l'homme de 778 acides aminés d'une masse moléculaire de 90 kDa. Le récepteur des glucocorticoïdes, comme tous les récepteurs des stéroïdes, est composé de six domaines fonctionnels :
- Les domaines A et B (ou domaines N-terminaux), qui ont un rôle dans l'initialisation et la régulation de la transcription des gènes cibles.
- Le domaine C (ou DBD), assurant la liaison à l'ADN via des structures en doigt de zinc. Il possède également un rôle dans la dimérisation du récepteur, et dans son trafic intracellulaire.
- Le domaine D ou région charnière, qui relie les domaines fonctionnels N-terminal et DBD à au domaine de liaison de l'hormone. Il joue également un rôle dans l'adressage du GR dans le noyau.
- Les domaines E et F ou domaine de liaison du ligand, qui assure principalement la reconnaissance et la liaison aux ligands, dont les ligands naturels les glucocorticoïdes. Ils participent également à la dimérisation du récepteur, et sa localisation dans le noyau.

Les domaines A et B peuvent avoir beaucoup de variations structurales, tandis que les domaines C, D, E et F sont relativement conservés structurellement au sein des récepteurs des stéroïdes.

## Mécanisme d'action
Le récepteur des glucocorticoïdes se trouve soit dans le noyau, soit dans le cytosol de la cellule, sous forme de monomère inactif car lié à des protéines de choc thermique ou HSP.
Le ligand naturel du GR, le cortisol, entre dans la cellule, et se fixe au récepteur, provoquant le départ des HSP, le récepteur devient ainsi actif. Il se dimérise alors avec un autre récepteur activé (homodimère) et est transloqué dans le noyau. Dans le noyau, le dimère va se fixer sur les promoteurs des gènes cibles :
- soit sur une séquence GRE (élément de réponse aux glucocorticoïdes) ce qui activera la transcription de ce gène en ARN.
- soit sur une séquence nGRE (élément de réponse négatif aux glucocorticoïdes) ce qui inhibera la transcription du gène.
- soit indépendamment des GRE par recrutement du GR sur les promoteurs cibles via son interaction directe avec un autre facteur de transcription (tel que NF-kB  inhibant la synthèse des gènes pro-inflammatoires).

## Fonctions
Le cortisol est une hormone hyperglycémiante libérée notamment dans les états de stress, elle a aussi une action amplificatrice de l'adrénaline synthétisée entre autres par la glande médulosurrénale, et une action anti-inflammatoire et immunosuppressive (d'où son emploi thérapeutique de corticostéroïdes, appelés aussi corticoïdes).

## Physiopathologie
En situation pathologique le cortisol peut être responsable de diverses maladies, dont entre autres :
- Syndrome de Cushing qui est une pathologie d'hypercortisolisme chronique.
- Maladie d'Addison qui est une insuffisance surrénalienne chronique.